# O Colar de Coralina
O Colar de Coralina é um filme brasileiro de 2018, do gênero drama, dirigido por Reginaldo Gontijo. Foi exibido no 50° Festival de Cinema de Brasília.

## Sinopse
Aninha (Rebeca Vasconcellos) é considerada uma criança feia, frágil e desajeitada, sendo oprimida por quase todos que a cercam. No jogo de amarelinha, ela encontra uma maneira de desafiar e superar seus próprios limites. De fértil imaginação, é assim que ela foge de sua realidade opressiva. Agora, sua infância é relembrada em sua vida adulta por sua ligação afetiva com o prato azul-pombinho, o último de uma coleção que pertencia à sua bisavó Antônia.

## Elenco
| Ator/Atriz          | Personagem    |
| ------------------- | ------------- |
| Rebeca Vasconcellos | Aninha        |
| Letícia Sabatella   | Jacintha      |
| Maria Coeli         | Cora Coralina |
| Melina Calazans     | Helena        |
| Nadja Dulci         | Tia Nhorita   |
| Val Moreno          | Lizarda       |
| Paula Passos        | Vó Dindinha   |

## Principais prêmios e indicações
| Ano  | Premiações                         | Categoria             | Nomeações         | Resultado |
| ---- | ---------------------------------- | --------------------- | ----------------- | --------- |
| 2018 | Grande Prêmio do Cinema Brasileiro | Melhor Filme Infantil | Reginaldo Gontijo | Indicado  |